# Le Mystère de Saint-Chorlu
Pour plus de détails, voir Fiche technique et Distribution.
Le Mystère de Saint-Chorlu est un téléfilm français réalisé par Claude Vajda en 1980.

## Synopsis
Des enfants jouent les détectives, à la recherche de la statue de Saint Chorlu, moine-soldat canonisé en 1232 qui a donné son nom au village ou se déroule l'action...

## Fiche technique
- Scénario : Richard Caron
- Diffusion TV : 7 juillet 1981, 1re chaine

## Distribution
- François Goujon : Charles-Henri Van Cockaert
- Patricia Paquin : Anne-Catherine
- Mathias Bourdier : Jean-Guillaume Van Cockaert
- Bernard Tiphaine : Jérôme-André Van Cockaert
- Lyne Chardonnet : Alexandra Van Cockaert
- Raymond Bussières : Fernand
- Annette Poivre : Louise
- Jacques Dacqmine : L'abbé Pluton
- Paul Le Person : Le fermier
- Patrick Poivey : Le cafetier
- Serge Martina : Le brigadier-chef
- Didier Rousset : Le vagabond
- Luc Florian : Un malabar
- Alain Flick : Un malabar
- Françoise Boudié
- Antoine Daes
- Gérard Derons
- Guilhaine Desbois
- Corinne Gilbert
- Lucy Guillemard
- Pierre Ozannel
- Denise Talbot
- Chantal Trufley

## Autour du téléfilm
Dernier rôle de Lyne Chardonnet qui devait mourir deux mois après le tournage, emportée par un cancer foudroyant.
Musiques additionnelles de Carlos Leresche